# Rhodoplantae
De Rhodoplantae vormen een rijk van voornamelijk algen binnen de supergroep Archaeplastida. Ze vormen een zustergroep van de Viridiplantae.
De Rhodoplantae omvatten drie stammen, waarvan de roodwieren (Rhodophyta) de grootste groep vormen. De plaats van de Glaucophyta is niet duidelijk.
| - Supergroep Archaeplastida (Adl et al. 2005) - Rijk Rhodoplantae (Saunders & Hommersand 2004) - - Stam Rhodophyta (Wettstein 1922), roodwieren - Stam Cyanidiophyta (Saunders & Hommersand 2004) - ? Stam Glaucophyta (Skuja 1954) - Rijk Viridiplantae (Cavalier-Smith 1981) |